# Карежев, Заур Атмирович
Заур Атмирович Карежев (23 ноября 1988) — российский борец греко-римского стиля, призёр чемпионатов России, обладатель Кубка мира в команде.

## Биография
В июле 2008 года в Стамбуле одержал победу на юниорском первенстве мира. В апреле 2008 года в составе сборной России одержал победу на Кубке мира в венгерском Сомбатхее, а в личном зачёте был третьим. В июне 2009 года на молодёжном первенстве России стал бронзовым призёром. В июне 2011 года в Красноярске стал бронзовым призёром чемпионата России. В мае 2012 года в составе сборной России принимал участие на Кубке мира в Саранске. Ушёл из спорта в 24 года, не выдержав конкуренцию с Алексеем Мишиным и Аланом Хугаевым. В октябре 2015 года Заур Карежев был задержан в Московской области по подозрению в организации преступной группы, он подозревается в нападении на предпринимателя — совладельца одной из подмосковных коммерческих фирм

## Спортивные результаты
- Чемпионат мира по борьбе среди юниоров 2008 — ;
- Гран-при Ивана Поддубного 2008 — ;
- Кубок мира по греко-римской борьбе 2008 — ;
- Кубок мира по греко-римской борьбе 2008 (команда) — ;
- Гран-при Ивана Поддубного 2009 — ;
- Гран-при Ивана Поддубного 2010 — ;
- Чемпионат России по греко-римской борьбе 2010 — ;
- Чемпионат России по греко-римской борьбе 2011 — ;
- Чемпионат России по греко-римской борьбе 2012 — ;
- Кубок мира по греко-римской борьбе 2012 — 6;
- Кубок мира по греко-римской борьбе 2012 (команда) — 5;